# شیدای فتحپوری
شیدای فتحپوری از شاعران فارسی‌گوی سده یازدهم هند است که دریک خاندان ایرانی مهاجر به دنیا آمد.
پدرش از طایفه تکلو و ساکن مشهد بود و از آنجا در زمان پادشاهی جلال الدین اکبر به هند رفت و در فتحپور (فاتح پور سیکری) پایتخت آن  پادشاه سکونت گزید و شیدا همانجا ولادت یافت و پس آز انکه در شاعری نام براورد چندگاهی ملازمت میرزا عبدالرحیم خان خانان اختیار نمود و سپس خدمت شهزاده شهریار فرزند جهانگیر پادشاه کرد و پس از جلوس شاه جهان در سلک ملازمان او درآمد و مقام و مرتبه‌ای در دستگاه حکومت داشت ولیکن در اواخر زندگانی از ملازمت کناره گرفت و با مواجبی که از دولت داشت در کشمیر بسر برد تا بسال۱۰۸۰ در انجا بدرود حیات گفت.
وی مردی خوش قریحه نکته سنج و حاضرجواب بود و خود را از شاعران هم عهد برتر می‌دانست و بر سخنان آن‌ها خرده می‌گرفت چنان که معروف است که اظهری که شاعری کهنه کار بود در هر مجلسی که شیدا حضور داشت از خواندن شعر خودداری می‌نمود.

## نمونه شعر
درازی مزه بین ان دو چشم جادو را                 که می‌زند سر مزگانش شانه ابرو را
سیاه بختی ما در نظر تو را ناید                  چه التفاف به سرمه است چشم اهو را
...
نشان وحدت صرفست نقطه دهنش                      که صد کتاب شود اگر بیان کنم اورا
رسد ز نکهت زلف تو بوی دل به مشام                  ولی کجاست مشامی که یابد این بورا

## آثار
- وصف کشمیر
- مثنوی دولت بیدار

و...